# 1996-os magyar asztalitenisz-bajnokság
Az 1996-os magyar asztalitenisz-bajnokság a hetvenkilencedik magyar bajnokság volt. A bajnokságot március 2. és 3. között rendezték meg Budapesten, a Statisztika Marczibányi téri csarnokában.

## Eredmények
| Versenyszám  | Arany                                                              | Arany | Ezüst                                                          | Ezüst | Bronz                                                                                                   | Bronz |
| ------------ | ------------------------------------------------------------------ | ----- | -------------------------------------------------------------- | ----- | --- | ----- |
| Férfi egyéni | Harczi Zsolt Kiskunfélegyházi AC                                   |       | Pázsy Ferenc LRI-Malév SC                                      |       | Németh Károly Postás SEPagonyi Róbert BVSC                                                              |       |
| Női egyéni   | Tóth Krisztina Statisztika Petőfi SC                               |       | Éllő Vivien Statisztika Petőfi SC                              |       | Bátorfi Csilla FC Langweid Braun Éva BSE                                                                |       |
| Férfi páros  | Harczi Zsolt, Somosi Miklós Kiskunfélegyházi AC                    |       | Németh Károly, Bátorfi Zoltán Postás SE                        |       | Varga Zoltán, Pázsy Ferenc LRI-Malév SCSzosznyák Attila, Varga Sándor Badener TTA , Kiskunfélegyházi AC |       |
| Női páros    | Bátorfi Csilla, Tóth Krisztina FC Langweid , Statisztika Petőfi SC |       | Fazekas Mária, Molnár Zita Orosházi MTK, Statisztika Petőfi SC |       | Gazsi Ildikó, Erdős Éva Postás SEÉllő Vivien, Wirth Gabriella Statisztika Petőfi SC                     |       |
| Vegyes páros | Németh Károly, Braun Éva Postás SE, BSE                            |       | Pagonyi Róbert, Tóth Krisztina BVSC, Statisztika Petőfi SC     |       | Pázsy Ferenc, Molnár Zita LRI-Malév SC, Statisztika Petőfi SCLindner Ádám, Kiss Barbara BVSC, Erdért SE |       |